# 何耀榜
何耀榜（1907年—1964年10月），原名何耀忠，字瑞周，男，湖北大悟人，中华人民共和国政治人物，曾任湖北省政协副主席。